# Lobo (Batangas)
Lobo é um município de  terceira classe de renda municipal (d) na província Batangas, nas Filipinas. De acordo com o censo de 1 de maio  de  2020 possui uma população de 40 736 pessoas e 9 944 domicílios.